# PayPal Mafia
PayPal Mafia – grupa byłych pracowników i założycieli PayPal, którzy od czasu pracy w tej firmie założyli lub rozwinęli inne firmy technologiczne z siedzibą w Dolinie Krzemowej takie jak LinkedIn, Palantir Technologies, SpaceX, Affirm, Slide, Kiva, YouTube, Yelp i Yammer.  Większość członków tej grupy uczęszczała na Uniwersytet Stanforda lub Uniwersytet Illinois w Urbana-Champaign.

## Członkowie
Osoby, które media określają mianem członków mafii PayPal, to m.in.:
- Peter Thiel, współzałożyciel PayPala i były CEO.
- Max Levchin, współzałożyciel i były CTO PayPala, CEO Affirm.
- Elon Musk, współzałożyciel Zip2 i założyciel X.com (który złączył się z firmą Confinity aby utworzyć PayPal), SpaceX, OpenAI, Neuralinki The Boring Company. Zakupił pakiet kontrolny w Tesla Motors i zakupił firmę Twitter.
- David O. Sacks, były COO PayPala i założyciel Geni.com i Yammer.
- Scott Banister, wczesny doradzca i członek rady nadzorczej PayPala[6].
- Roelof Botha, były CFO PayPala i partner w VC Sequoia Capital.
- Steve Chen, były inżynier PayPal, który współzałożył YouTube.
- Reid Hoffman, były dyrektor wykonawczy, który założył LinkedIn i był wczesnym inwestorem w firmach Facebook i Aviary.
- Ken Howery, były CFO PayPala i partner w VC Founders Fund. Pełnił funkcję ambasadora Stanów Zjednoczonych w Szwecji podczas prezydentury Donalda Trumpa.
- Chad Hurley, były web designer PayPala, który współzałożył YouTube.
- Jawed Karim, były inżynier PayPala, który współzałożył YouTube.
- Dave McClure, były dyrektor ds. marketingu PayPala, który współzałożył 500 Global.
- Łukasz Nosek, współzałożyciel PayPala i partner w Founders Fund.
- Premal Shah, były product manager PayPala, który został pierwszym prezesem Kiva.org.
- Russel Simmons, były inżynier PayPala, który współtworzył Yelp.
- Jeremy Stoppelman, były VP technologii, współzałozyciel Yelp.
- Yishan Wong, były engineering manager w PayPal i CEO firmy Reddit.